# Щёлокова, Зоя Васильевна
Зоя Васильевна Щёлокова (22 апреля 1904, Тамбов — 1 сентября 1982, Свердловск) — оперная певица (сопрано), музыкальный педагог, профессор кафедры сольного пения Уральской государственной консерватории имени М. П. Мусоргского.

## Биография
Училась в Тамбовском музыкальном училище у М. Ф. Салтыкова и Л. С. Когана. Пела в оперной студии при консерватории, выступала в воинских частях и местных клубах. Музыкальное образование продолжила в Московской консерватории в классе С. И. Дружининой, которую окончила в 1931 году. В качестве стажёра пела в Большом театре, затем работала Челябинской и Пермской операх. В 1939 году переехала в Свердловск, где стала солисткой Свердловской оперы.
Среди оперных работ Щёлоковой — партии Наташи в опере «Русалка» А. С. Даргомыжского, Тамары в опере «Демон» А. Г. Рубинштейна, Маши в опере «Дубровский» Э. Ф. Направника, Лушки в опере «Поднятая целина» И. И. Дзержинского. Много выступала с концертами.
С 1940 года преподавала в Свердловской консерватории на кафедре сольного пения. В её классе прошли подготовку многие известные певцы, включая народных артистов СССР Д. Ц. Дашиева, народных артисток РСФСР В. М. Нестягину и Ч. Г. Шанюшкину, народного артиста Республики Беларусь В. С. Экнадиосова, народную артистку Бурятии Л. Галсанову, заслуженную артистку РСФСР и Якутской АССР А. П. Лыткину, заслуженную артистку РСФСР Н. Ф. Абт-Нейферт.

## Награды и премии
- 1957 — Заслуженный деятель искусств Якутской АССР[1].
- 1971 — Заслуженный деятель искусств Башкирской АССР[1].
- 1979 — Заслуженный деятель искусств РСФСР[1].
- Орден «Знак Почёта»[1].